# Ievgueni Morózov
Ievgueni Morózov (als Estats Units i internacionalment conegut com a Evgeny Morozov, i en rus Евгений Морозов) (Soligorsk, Belarús, 1984) és un periodista i informàtic belarús, un dels principals investigadors en els efectes d'internet en la política i la societat. Ha estat professor visitant a la Universitat Stanford i investigador de l'Institut Open Society. És autor del Desengany d'internet: els mites de la llibertat a la xarxa (Destino, 2012) on posa en dubte que internet pugui afavorir la democratització mundial. Al seu últim llibre, To Save Everything, Click Here (2013), critica la idea que els avenços tecnològics resolguin part dels problemes del futur.

## Biografia
Morózov va néixer el 1984 a Salihorsk, Belarús. Va estudiar a la American University in Bulgaria i més endavant va viure a Berlín abans d'instal·lar-se als Estats Units d'Amèrica.
Morózov ha estat visitant de la Universitat Stanford, ha rebut beca de la New America Foundation, i ha estat col·laborador i blogaire de la revista Foreign Policy, per a la qual va escriure el blog Net Effect. Abans havia rebut una beca de Yahoo! a la Walsh School of Foreign Service Universitat de Georgetown, becat també per l'Open Society Institute, director de nous mitjans de l'ONG Transitions Online, i columnista del diari rus Akzia. El 2009 fou triat en una conferència TED on va parlar sobre com el Web influencia la implicació cívica i l'estabilitat dels règims en societats autoritàries, tancades o en transició.
Els escrits de Morózov han aparegut a diferents diaris i revistes d'arreu del món, com per exemple, The New York Times, The Wall Street Journal, Financial Times, The Economist, The Guardian, The New Yorker, New Scientist, The New Republic, Corriere Della Sera, Times Literary Supplement, Newsweek International, International Herald Tribune, Boston Review, Slate, San Francisco Chronicle and Folha de S. Paulo.
Ha visitat més d'un cop el CCCB, a Barcelona, en el context de debats sobre ciutadania i smartcities.
Del 2013 al 2018 va fer el doctorat en història de la ciència de la Universitat Harvard.
El 2023 va publicar "The Santiago boys", un podcast sobre el projecte d'internet social al Xile d'Allende dels 70 que va ser boicotejat per la CIA.

## Pensament
Morózov expressa el seu escepticisme sobre la visió sovint molt estesa que Internet està ajudant a democratitzar els règims autoritaris, argumentat que, de fet, Internet es tracta d'una eina molt poderosa que permet la mass surveillance, repressió política, i la difusió de propaganda nacionalista i extrema. Ha estat especialment crític amb la que anomena "The Internet Freedom Agenda" del govern estatunidenc, perquè considera que és ingènua i, fins i tot, contraproduent per tal de promoure la democràcia mitjançant Internet.
Morozov també ha criticat les teories "tecno-feudalistes" explorades per economistes com Mariana Mazzucato i Yanis Varoufakis. defensant la caracterització del sistema actual com a tecno-capitalisme o capitalisme cognitiu, en entendre que manté els.trets essencials del capitalisme.

## Llibres
- The Net Delusion: The Dark Side of Internet Freedom. Perseus Book Group, Philadelphia 2011, ISBN 978-1-58648-874-1
- To Save Everything, Click Here: The Folly of Technological Solutionism. PublicAffairs, 2013, ISBN 978-1-61039-138-2